# Apeadeiro de Codeçais

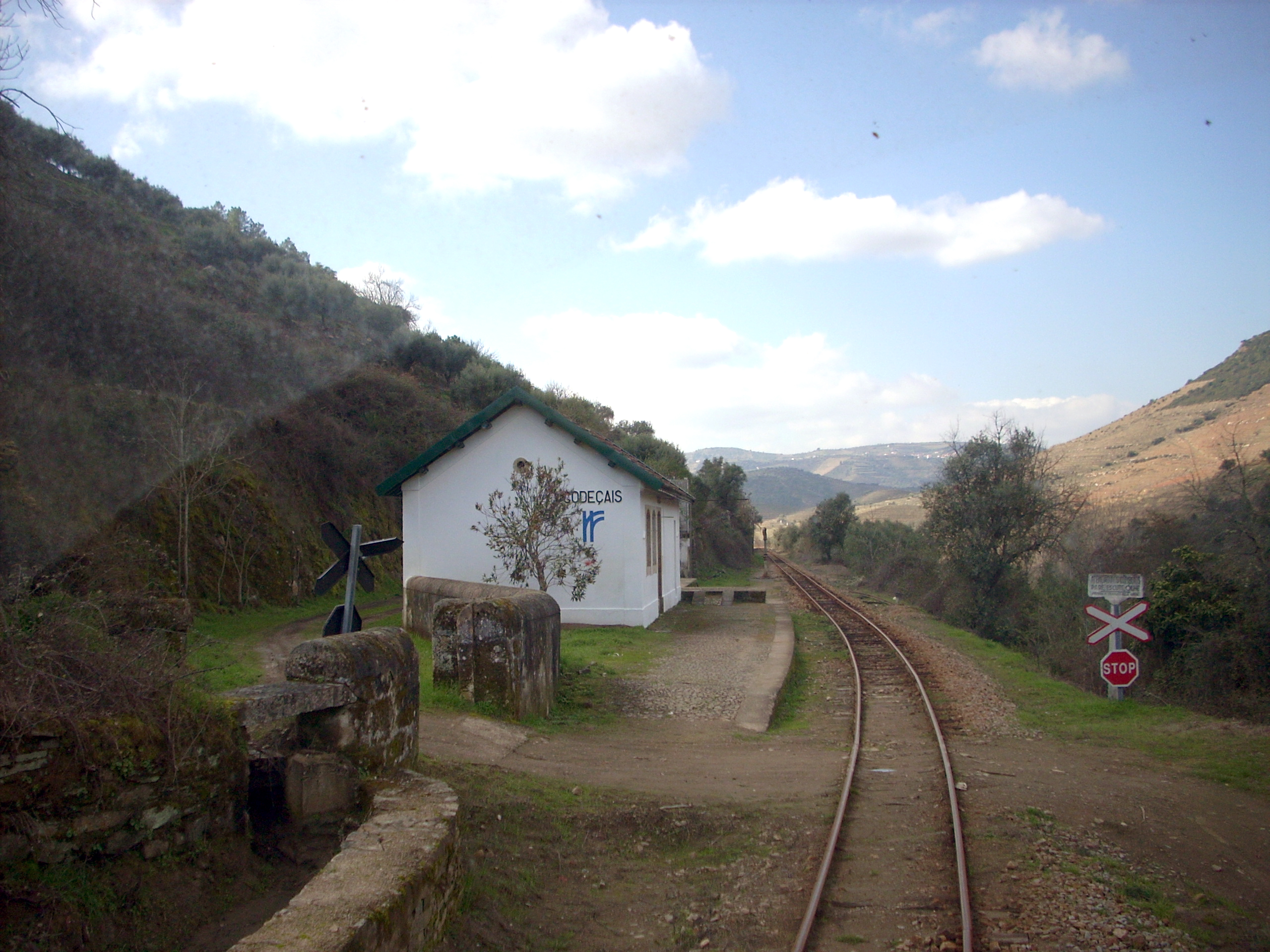
Apeadeiro de Codeçais, em 2008.

O Apeadeiro de Codeçais, originalmente denominado de Cadeçaes, é uma interface encerrada da Linha do Tua, que servia a aldeia de Codeçais, no concelho de Carrazeda de Ansiães, em Portugal.
| Urban head station |

| Urban station on track |

| Urban stop on track |

| Urban stop on track |

| Urban stop on track |

| Urban station on track |

| Urban end station, unused through track |

| Unknown route-map component "uexHST" |

| Unknown route-map component "uexHST" |

| Unknown route-map component "exSTR_steel" + Unknown route-map component "uexKBHFe" |

| Unknown route-map component "exBHF_steel" |

| Unknown route-map component "exHST_steel" |

| Unknown route-map component "exBHF_steel" |

| Unknown route-map component "exHST_steel" |

| Unknown route-map component "exBHF_steel" |

| Unknown route-map component "exHST_steel" |

| Unknown route-map component "exHST_steel" |

| Unknown route-map component "exBHF_steel" |

| Unknown route-map component "exHST_steel" |

| Unknown route-map component "exHST_steel" |

| Unknown route-map component "exKBHFe_steel" |

| Unknown route-map component "ex-STRq_steel" |

| Legenda:       |
| 2001-2008 (MM) |

| Unknown route-map component "uxvSTRq" |

| 2001-2018 (MM) |
| 1995-2018 (MM) |

| Urban head station |

| Urban station on track |

| Urban stop on track |

| Urban stop on track |

| Urban stop on track |

| Urban station on track |

| Urban end station, unused through track |

| Unknown route-map component "uexHST" |

| Unknown route-map component "uexHST" |

| Unknown route-map component "exSTR_steel" + Unknown route-map component "uexKBHFe" |

| Unknown route-map component "exBHF_steel" |

| Unknown route-map component "exHST_steel" |

| Unknown route-map component "exBHF_steel" |

| Unknown route-map component "exHST_steel" |

| Unknown route-map component "exBHF_steel" |

| Unknown route-map component "exHST_steel" |

| Unknown route-map component "exHST_steel" |

| Unknown route-map component "exBHF_steel" |

| Unknown route-map component "exHST_steel" |

| Unknown route-map component "exHST_steel" |

| Unknown route-map component "exKBHFe_steel" |

| Unknown route-map component "ex-STRq_steel" |

| Legenda:       |
| 2001-2008 (MM) |

| Unknown route-map component "uxvSTRq" |

| 2001-2018 (MM) |
| 1995-2018 (MM) |

| Urban head station |

| Urban station on track |

| Urban stop on track |

| Urban stop on track |

| Urban stop on track |

| Urban station on track |

| Urban end station, unused through track |

| Unknown route-map component "uexHST" |

| Unknown route-map component "uexHST" |

| Unknown route-map component "exSTR_steel" + Unknown route-map component "uexKBHFe" |

| Unknown route-map component "exBHF_steel" |

| Unknown route-map component "exHST_steel" |

| Unknown route-map component "exBHF_steel" |

| Unknown route-map component "exHST_steel" |

| Unknown route-map component "exBHF_steel" |

| Unknown route-map component "exHST_steel" |

| Unknown route-map component "exHST_steel" |

| Unknown route-map component "exBHF_steel" |

| Unknown route-map component "exHST_steel" |

| Unknown route-map component "exHST_steel" |

| Unknown route-map component "exKBHFe_steel" |

| Unknown route-map component "ex-STRq_steel" |

| Legenda:       |
| 2001-2008 (MM) |

| Unknown route-map component "uxvSTRq" |

| 2001-2018 (MM) |
| 1995-2018 (MM) |

| Urban head station |

| Urban station on track |

| Urban stop on track |

| Urban stop on track |

| Urban stop on track |

| Urban station on track |

| Urban end station, unused through track |

| Unknown route-map component "uexHST" |

| Unknown route-map component "uexHST" |

| Unknown route-map component "exSTR_steel" + Unknown route-map component "uexKBHFe" |

| Unknown route-map component "exBHF_steel" |

| Unknown route-map component "exHST_steel" |

| Unknown route-map component "exBHF_steel" |

| Unknown route-map component "exHST_steel" |

| Unknown route-map component "exBHF_steel" |

| Unknown route-map component "exHST_steel" |

| Unknown route-map component "exHST_steel" |

| Unknown route-map component "exBHF_steel" |

| Unknown route-map component "exHST_steel" |

| Unknown route-map component "exHST_steel" |

| Unknown route-map component "exKBHFe_steel" |

| Unknown route-map component "ex-STRq_steel" |

| Legenda:       |
| 2001-2008 (MM) |

| Unknown route-map component "uxvSTRq" |

| 2001-2018 (MM) |
| 1995-2018 (MM) |

## Leitura recomendada
- FONTE, José Rodrigues da; PEREIRA, Hugo Silveira Pereira (2015). A linha de Foz-Tua a Bragança. Col: Projecto FozTua. Vila Nova de Gaia: Inovatec, D.L. 150 páginas. ISBN 978-150-77884-0-0
- LAGE, Maria Otília Pereira; VISEU, Albano; BEIRA, Eduardo;  et al. (2016). Memória oral e história do Vale do Tua: materiais de um projeto. Col: Projecto FozTua. Vila Nova de Gaia: Inovatec, D.L. 168 páginas. ISBN 978-153-01709-0-6
- LAGE, Maria Otília Pereira (2016). Tua: colectânea literária: o vale, o rio e a linha férrea. Col: Projecto FozTua. Vila Nova de Gaia: Inovatec, D.L. 241 páginas. ISBN 978-989-98659-7-6